# Brand-Nagelberg
Brand-Nagelberg é um município da Áustria localizado no distrito de Gmünd, no estado de Baixa Áustria.